# Steven Okazaki
Steven Toll Okazaki (Venice, Los Angeles, 12 de março de 1952) é um cineasta norte-americano. Como reconhecimento, foi nomeado ao Oscar 2009 na categoria de Melhor Documentário em Curta-metragem por The Conscience of Nhem En.